# Echinanthera amoena
Echinanthera amoena är en ormart som beskrevs av Jan 1863. Echinanthera amoena ingår i släktet Echinanthera och familjen snokar. Inga underarter finns listade i Catalogue of Life.
Arten förekommer i södra Brasilien från delstaten Minas Gerais söderut. Honor lägger ägg.